# Reto Nause
Reto Nause, né le 17 juin 1971 à Birmenstorf (originaire du même lieu), est une personnalité politique suisse, membre du Centre.
Il est membre de l'exécutif de la ville de Berne depuis 2009 (direction de la sécurité, de l'environnement et de l'énergie). Il est élu député du canton de Berne au Conseil national en octobre 2023.

## Biographie
Reto Nause naît le 17 juin 1971 à Birmenstorf, dans le canton d'Argovie. Il est originaire du même lieu. Son père est allemand et sa mère vient de Berne.
Il grandit à Baden, où il passe sa maturité gymnasiale. Il fait ensuite des études d'histoire et de sciences politiques à l'Université de Zurich. Son mémoire de licence est consacré à la votation de 1992 sur l'adhésion de la Suisse à l'Espace économique européen.
Il est marié et père de deux enfants.

## Parcours politique
Il préside les Jeunes démocrates-chrétiens du canton d'Argovie de 1994 à 1996, puis est nommé secrétaire du Parti démocrate-chrétien (PDC) argovien. À ce poste, qu'il occupe jusqu'en 2000, il dirige notamment la campagne de 1999 de Doris Leuthard au Conseil des États, marquée par la distribution de gels douche à l'effigie de la future conseillère fédérale. Il est lui-même candidat au Conseil national, sans succès. Il est brièvement directeur de l'association du personnel navigant de Swissair de 2000 à 2001.
Il est nommé secrétaire général du PDC suisse en 2001. 
Membre du Conseil législatif de la ville de Berne de 2004 à 2008, il crée la surprise en 2008 en décrochant un siège au Conseil municipal (exécutif) lors d'une élection complémentaire face au candidat de l'UDC. Il y prend la tête de la direction de la sécurité, de l'environnement et de l'énergie. Réélu à trois reprises, il est à partir de 2016 le seul membre de l'exécutif bernois qui n'appartient pas à la gauche. Ayant siégé sans interruption pendant plus de 12 ans au sein de cet organe, il ne peut se représenter lors des élections de fin 2024.
Il est élu au Conseil national en octobre 2023, au détriment du sortant du même parti Heinz Siegenthaler.